# NGC 622
NGC 622 ist eine isolierte Balken-Spiralgalaxie mit hoher Sternentstehungsrate vom Hubble-Typ SBbc im Sternbild Dreieck am Nordsternhimmel. Sie ist schätzungsweise 233 Millionen Lichtjahre von der Milchstraße entfernt und hat einen Durchmesser von etwa 160.000 Lichtjahren. Vom Sonnensystem aus entfernt sich die Galaxie mit einer errechneten Radialgeschwindigkeit von näherungsweise 5.200 Kilometern pro Sekunde.
Im selben Himmelsareal befinden sich unter anderem die Galaxien PGC 1160968, PGC 1164884, PGC 1165953, PGC 3116455.
Das Objekt wurde am 9. Oktober 1785 von Wilhelm Herschel entdeckt.